# Wasserpest
Die Pflanzengattung Wasserpest (Elodea) gehört zur Familie der Froschbissgewächse (Hydrocharitaceae). Die etwa sechs submersen Wasserpflanzen-Arten sind ursprünglich in der Neuen Welt weitverbreitet; drei davon sind in vielen Gebieten der Welt Neophyten.

## Beschreibung

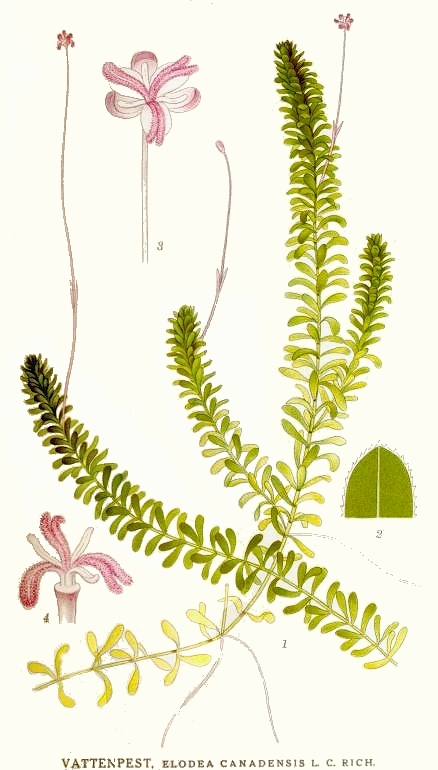
Illustration der Kanadischen Wasserpest (Elodea canadensis)

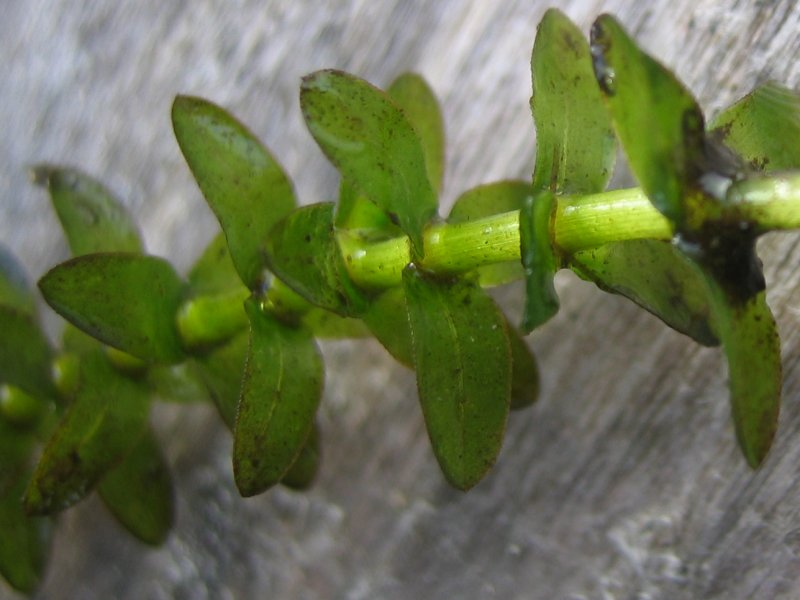
Blätter der Kanadischen Wasserpest

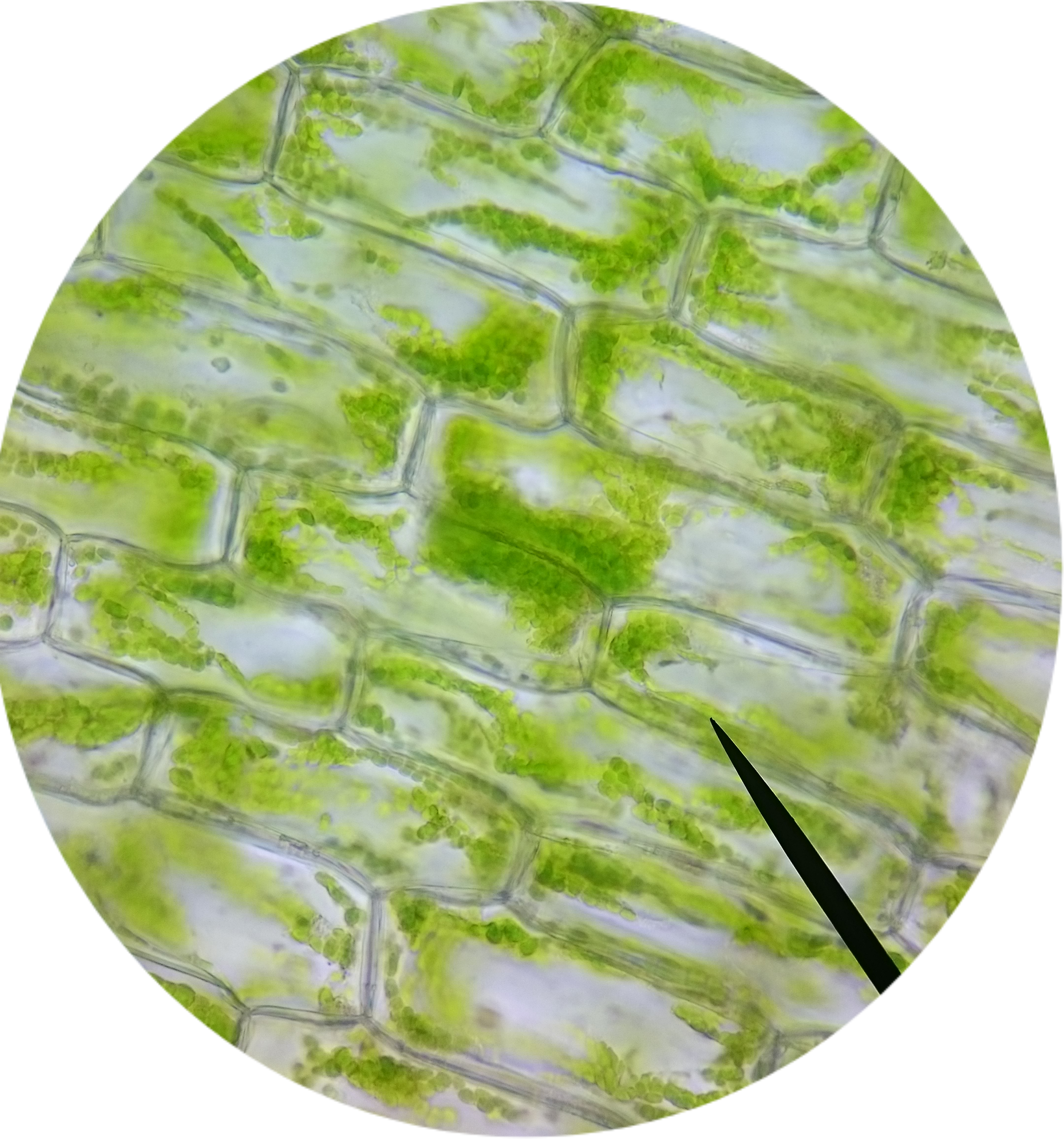
Elodea-Blattzellen, beobachtet mit einem Lichtmikroskop (Gesamtvergrößerung: 640-fach)

### Erscheinungsbild und Blätter
Elodea-Arten sind ausdauernde krautige Pflanzen. Es sind submerse Wasserpflanzen, sie leben also untergetaucht im Süßwasser und wurzeln im Gewässergrund. Es werden keine Rhizome oder Ausläufer gebildet. Sie bilden Wurzeln an den Nodien. Ihre Stängel sind stark verzweigt, die Seitenzweige tragen zwei seitliche Vorblätter. Die grünen, biegsamen, schlanken Stängel können je nach Art bis zu 3 Meter lang werden.
Die je nach Art gegenständigen oder im Abstand von wenigen Millimetern quirlig meist zu dritt oder selten zu viert bis siebt angeordneten Laubblätter sind mehr oder weniger deutlich in Blattscheide und Blattspreite gegliedert. Die Blattspreiten sind länglich oder linealisch-lanzettlich mit bogig abgerundeter Spreitenbasis sowie abgerundetem spitzem oberen Ende und fein gesägten Blattrand. Blattoberseite und -unterseite sind gleichfarbig.

### Blütenstände und Blüten

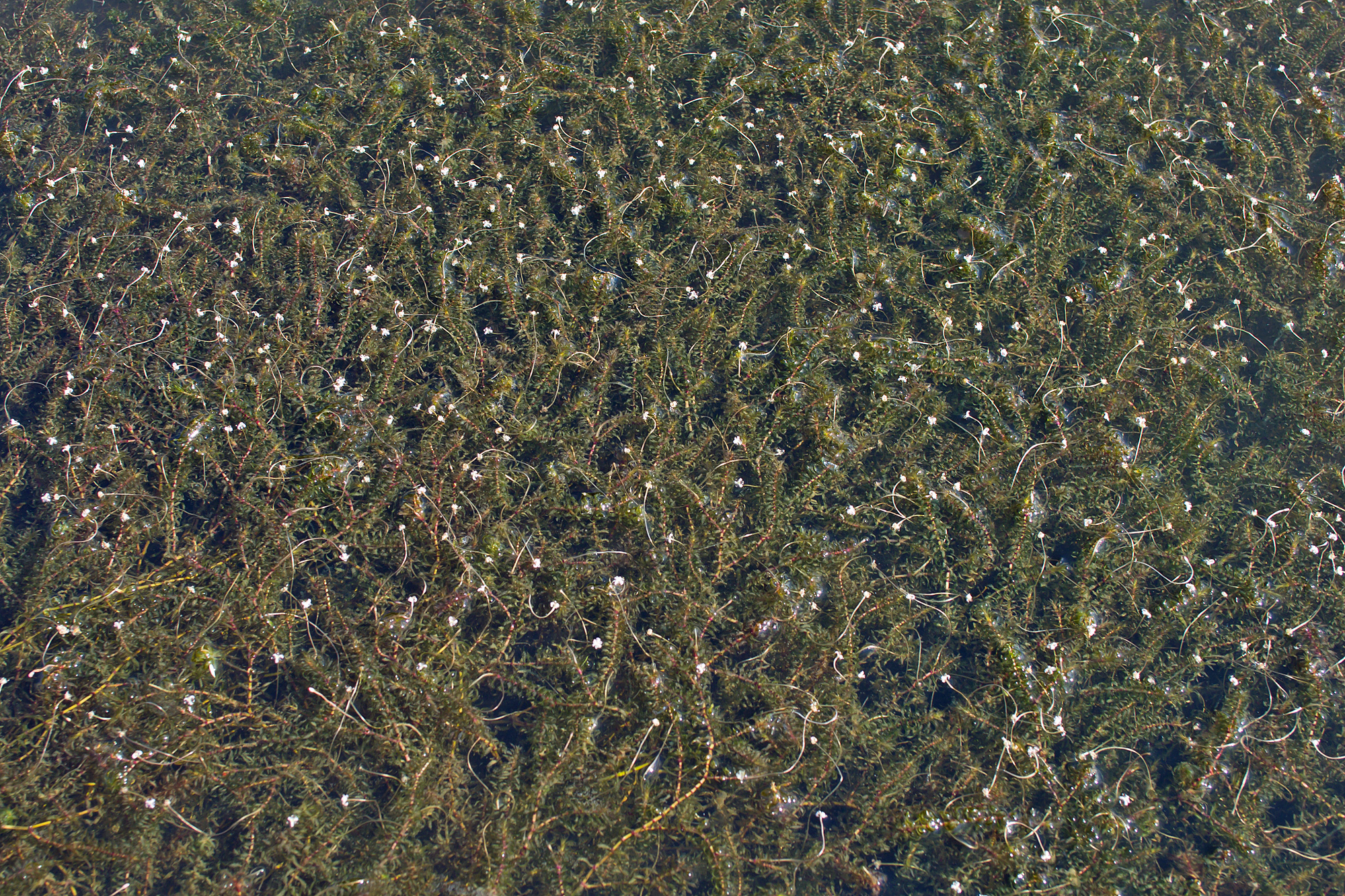
An der Wasseroberfläche frei flutend blühende Schmalblättrige Wasserpest (Elodea nuttallii)

Wasserpest-Arten sind zweihäusig getrenntgeschlechtig (diözisch), es gibt also männliche und weibliche Exemplare; aber es kommen manchmal auch zwittrige Blüten vor. Ihre einblütigen Blütenstände befinden sich sitzend oder an Blütenstandsschäften in den Blattachseln. Die Tragblätter sind gekerbt. Die männlichen und weiblichen Blütenstände sind frei flutend, befinden sich also durch Verlängerung der Basis der Blütenhüllblattröhre an der Wasseroberfläche.
Die meist eingeschlechtigen Blüten sind radiärsymmetrisch und dreizählig. Die Blütenhüllblätter bilden eine lange, dünne Röhre. Es sind drei Kelchblätter vorhanden. Die drei Kronblätter sind schmal und weiß. Die männlichen Blüten enthalten drei bis meist neun Staubblätter, bei denen die innersten drei meist auf der Hälfte ihrer Länge verwachsen, die anderen frei sind. Die Staubbeutel sind oval. Die Pollenkörner liegen in Monaden oder Tetraden vor. Die weiblichen Blüten besitzen einen unterständigen, einkammerigen Fruchtknoten. Der schlanke Griffel endet in drei einfachen oder zweilappigen Narben.

### Früchte und Samen
Die glatten, beerenartigen Früchte sind zylindrisch bis eiförmig oder länglich bis lanzettlich-ellipsoid, werden durch ihren Schleimgehalt in unregelmäßige Teile aufgesprengt und enthalten einige Samen. Die zylindrischen bis spindelförmigen Samen sind glatt oder rau behaart.

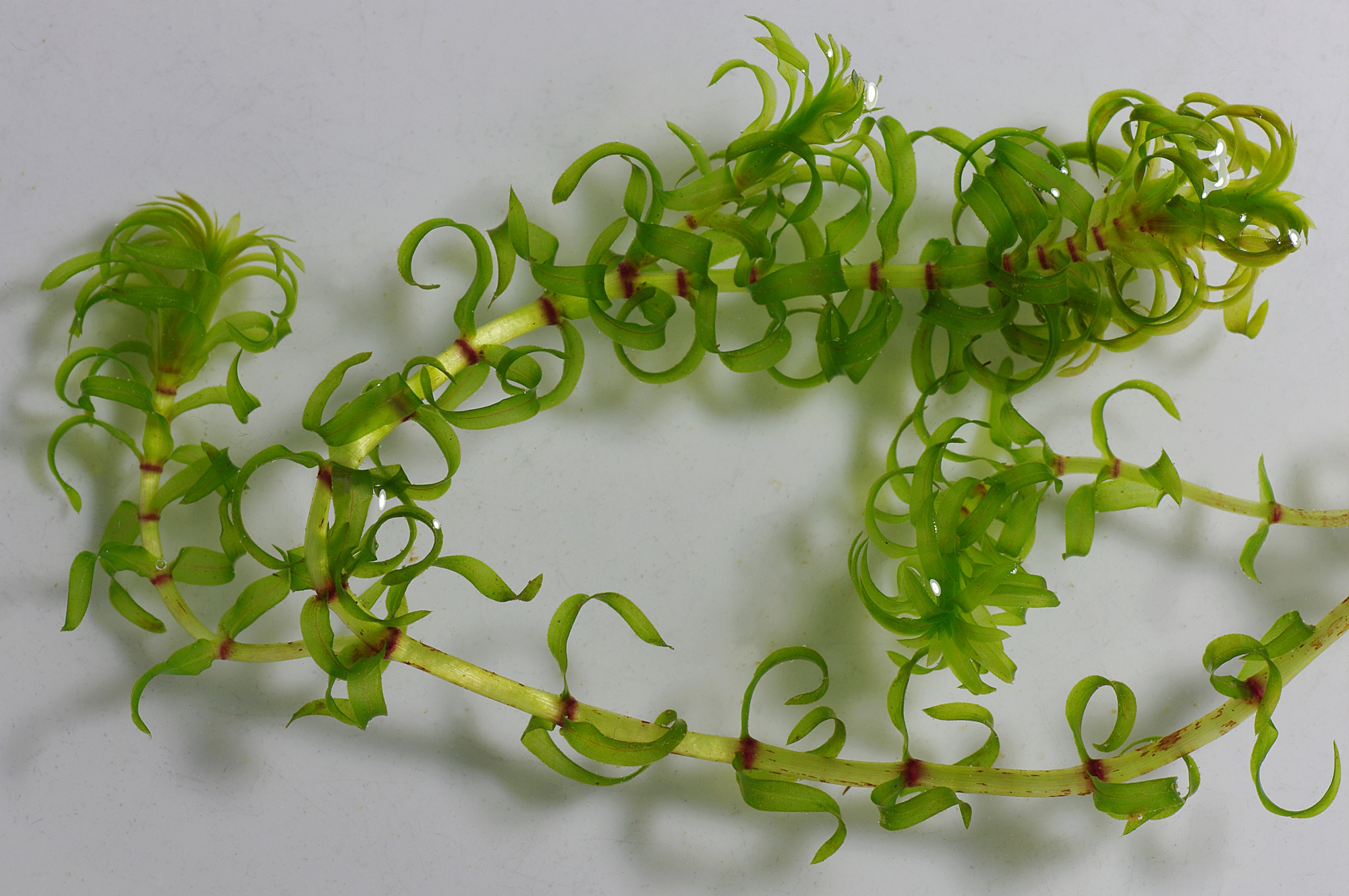
Schmalblättrige Wasserpest (Elodea nuttallii)

## Systematik und Verbreitung
Die Gattung Elodea wurde 1803 durch André Michaux in Flora Boreali-Americana, Volume 1, S. 20. aufgestellt. Typusart ist Elodea canadensis Michx. Der Gattungsname Elodea ist vom griechischen Wort helodes für sumpfig oder sumpfbewohnend abgeleitet. Synonyme von Elodea Michx. sind: Anacharis Rich. nom. illeg., Serpicula Pursh nom. illeg., Apalanthe Planch., Philotria Raf., Udora Nutt., Diplandra Bertero, Hydora Besser.
Die Gattung Elodea gehört zur Unterfamilie Anacharidoideae innerhalb der Familie Hydrocharitaceae.
Die Gattung Elodea ist ursprünglich in der Neuen Welt weitverbreitet.
Es gibt etwa sechs Elodea-Arten:
- Elodea bifoliata H.St.John (Syn.: Elodea longivaginata H.St.John, Elodea nevadensis H.St.John): Sie ist vom südlichen Kanada bis in die westlichen und zentralen USA verbreitet.[1]
- Argentinische Wasserpest (Elodea callitrichoides (Rich.) Casp., Syn.: Elodea ernstiae H.St.John, Elodea richardii H.St.John): Sie ist vom südlichen Uruguay bis Argentinien verbreitet,[1] und ist in Westeuropa ein Neophyt.[9]
- Kanadische Wasserpest (Elodea canadensis Michx., Syn.: Elodea occidentalis (Pursh) H.St.John nom. superfl.): Sie ist vom südlichen Kanada bis in die USA verbreitet.[1] Sie ist in weiten Gebieten Europas seit dem 19. Jahrhundert eingebürgert.[9]
- Elodea granatensis Humb. & Bonpl. (Syn.: Elodea guyanensis Rich., Elodea orinocensis Rich.): Sie ist im tropischen Südamerika weitverbreitet.[1]
- Schmalblättrige Wasserpest, Nuttalls Wasserpest (Elodea nuttallii (Planch.) H.St.John, Syn.: Elodea minor (Engelm. ex Casp.) Farw., Elodea columbiana H.St.John): Sie ist vom südlichen Kanada bis in die USA verbreitet,[1] Sie ist in Nordwest- und Mitteleuropa ein Neophyt.[9]
- Elodea potamogeton (Bertero) Espinosa (Syn.: Elodea chilensis (Planch.) Casp., Egeria chilensis Planch. ex Benth. & Hook. f. nom. inval., Egeria matthewsii (Planch.) Planch. ex Benth. & Hook. f. nom. inval., Elodea matthewsii (Planch.) H.St.John, Elodea peruviensis H.St.John, Elodea titicacana H.St.John): Sie ist im westlichen Südamerika bis Chile verbreitet.[1]

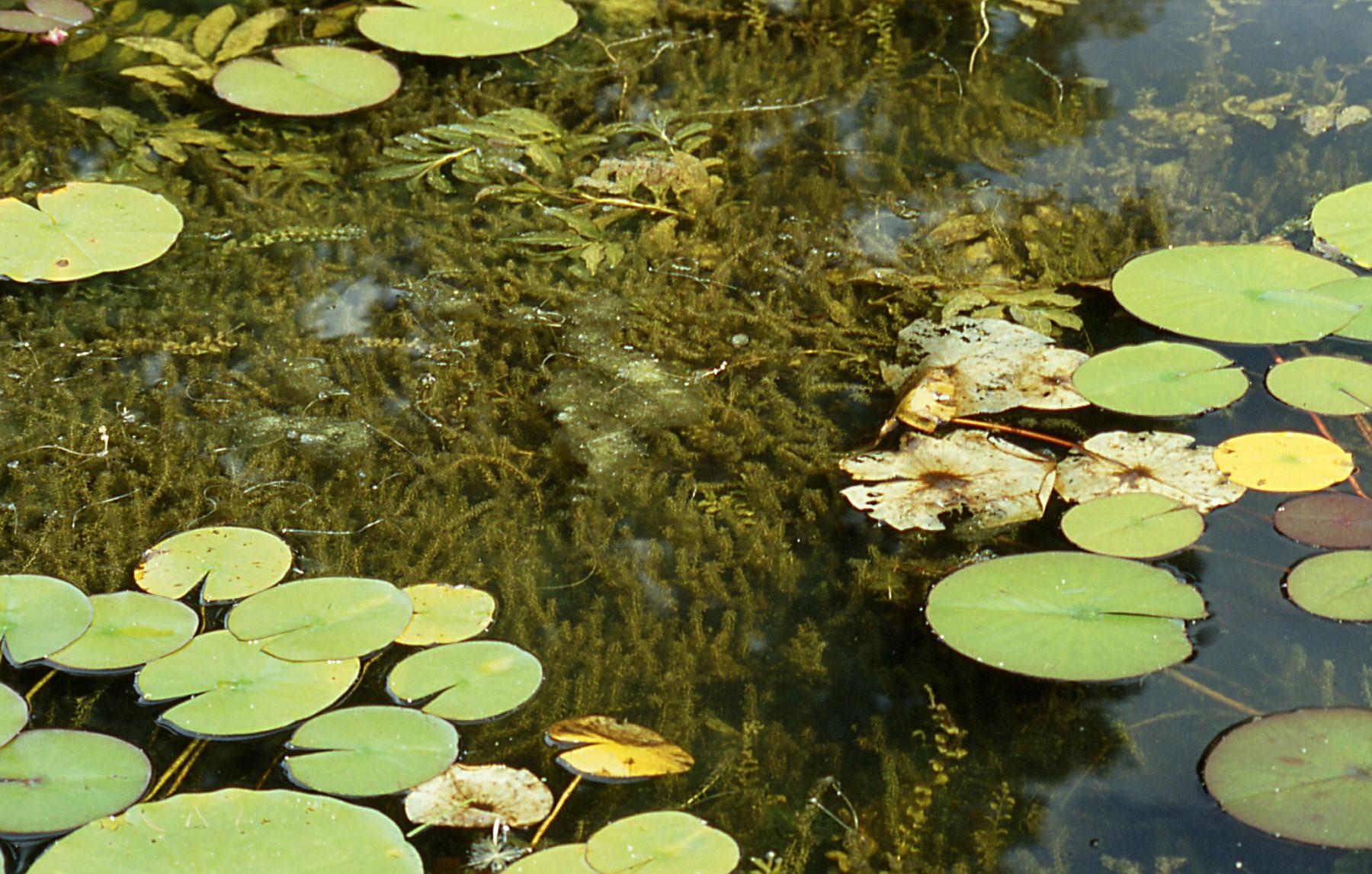
Schmalblättrige Wasserpest, Seerosen und Spiegelndes Laichkraut

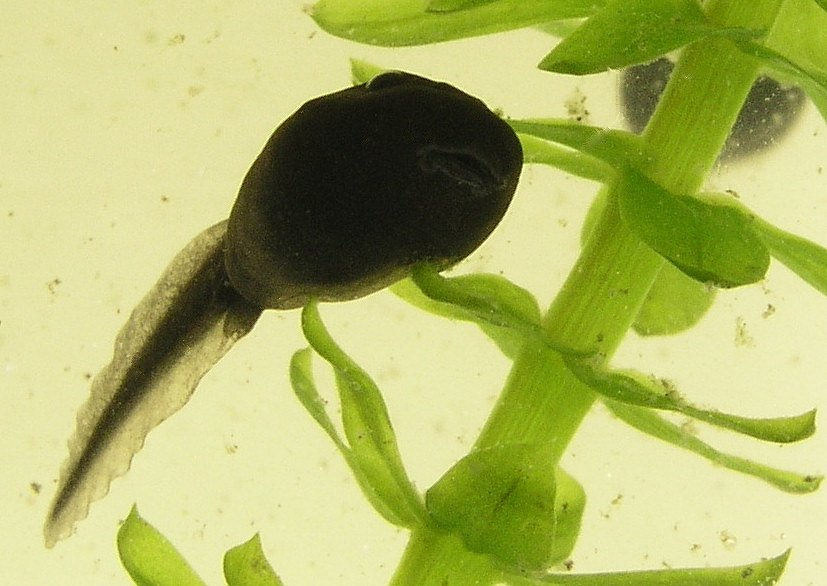
Wasserpest mit Kröten-Kaulquappe

## Ausbreitung als Neophyten
In Europa kommen als Neophyten Kanadische Wasserpest (Elodea canadensis), Schmalblättrige Wasserpest, Nuttalls Wasserpest (Elodea nuttallii) und Argentinische Wasserpest (Elodea callitrichoides) vor. Ihre Ansiedlung und Ausbreitung in Europa wurde durch gezielte Aussetzungen (beispielsweise durch Aquarienhalter) begünstigt und unter anderem durch Verschleppung über die Schifffahrt und durch Wasservögel weiter gefördert.
Zumindest die beiden nordamerikanischen Arten, die in Europa vergleichbare klimatische Bedingungen vorfinden wie in ihrer Heimat, haben sich hier seit Mitte des 19. Jahrhunderts (Elodea canadensis), als Elodea als erste Aquarienpflanze überhaupt eingeführt wurde, beziehungsweise in den letzten Jahrzehnten (Elodea nuttallii) rasant ausgebreitet und zählen inzwischen zum gängigen Arteninventar vieler Teiche, Seen und Wassergräben.
Die Wasserpest-Arten gedeihen besonders in sommerwarmen, nährstoffreichen, aber nicht übermäßig belasteten, stehenden oder langsam fließenden Gewässern (Weiher, Teiche, Stau- und Baggerseen, Gräben, Flüsse etc.) mit sandig-schlammigem Grund. Sie macht ihrem Namen Wasserpest dann alle Ehre, indem sie schnell submerse Dominanzbestände, regelrechte „Unterwasserwälder“, ausbildet. Während Elodea canadensis schon länger in ganz Deutschland und darüber hinaus verbreitet ist, war Elodea nuttallii gegen Ende der 1980er-Jahre erst regional bekannt (besonders im Nordwesten und im Rheingebiet), hat sich seitdem aber stark weiter ausgebreitet.

### Vermehrung und Überwinterung
In Europa sind nur rein weibliche Pflanzen bekannt, während es in Nordamerika auch männliche Pflanzen gibt.
In Europa vermehren sich die Wasserpest-Arten ausschließlich durch das Abbrechen und Weiterwachsen der brüchigen Stängel. Jedes abgetrennte Fragment ist sofort unabhängig und selbständig und entwickelt sich in kurzer Zeit zu einer kompletten Pflanze. Im Herbst bildet die Wasserpest Turionen aus, die jeweils aus einem Paket dichtgepackter Blätter und Blattanlagen bestehen. Sie wachsen im nachfolgenden Frühling zu neuen Pflanzen.

### Das „grüne Gespenst“ – Invasive Pflanze

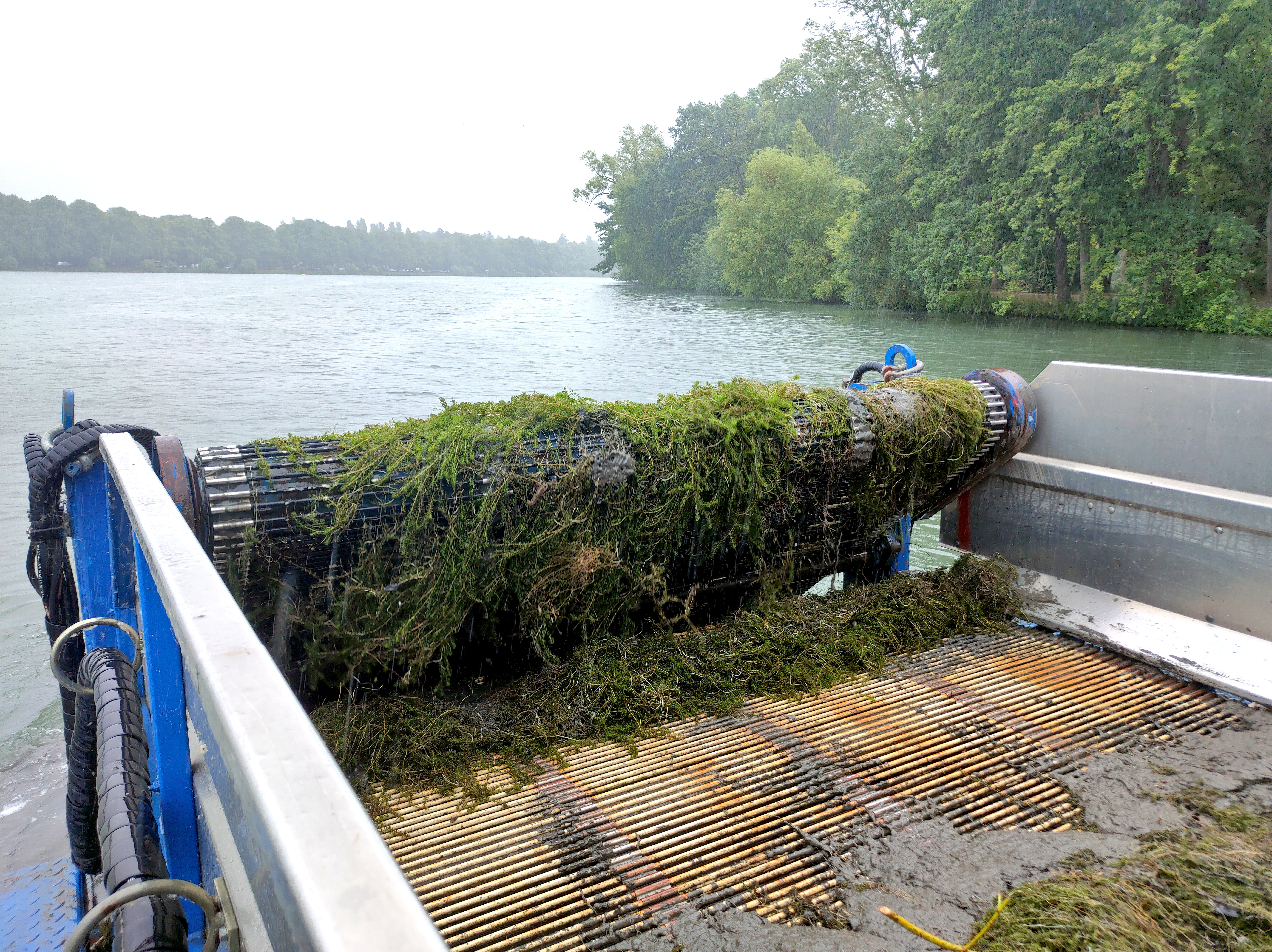
Sammeln der Wasserpest mittels Mähsammelboot

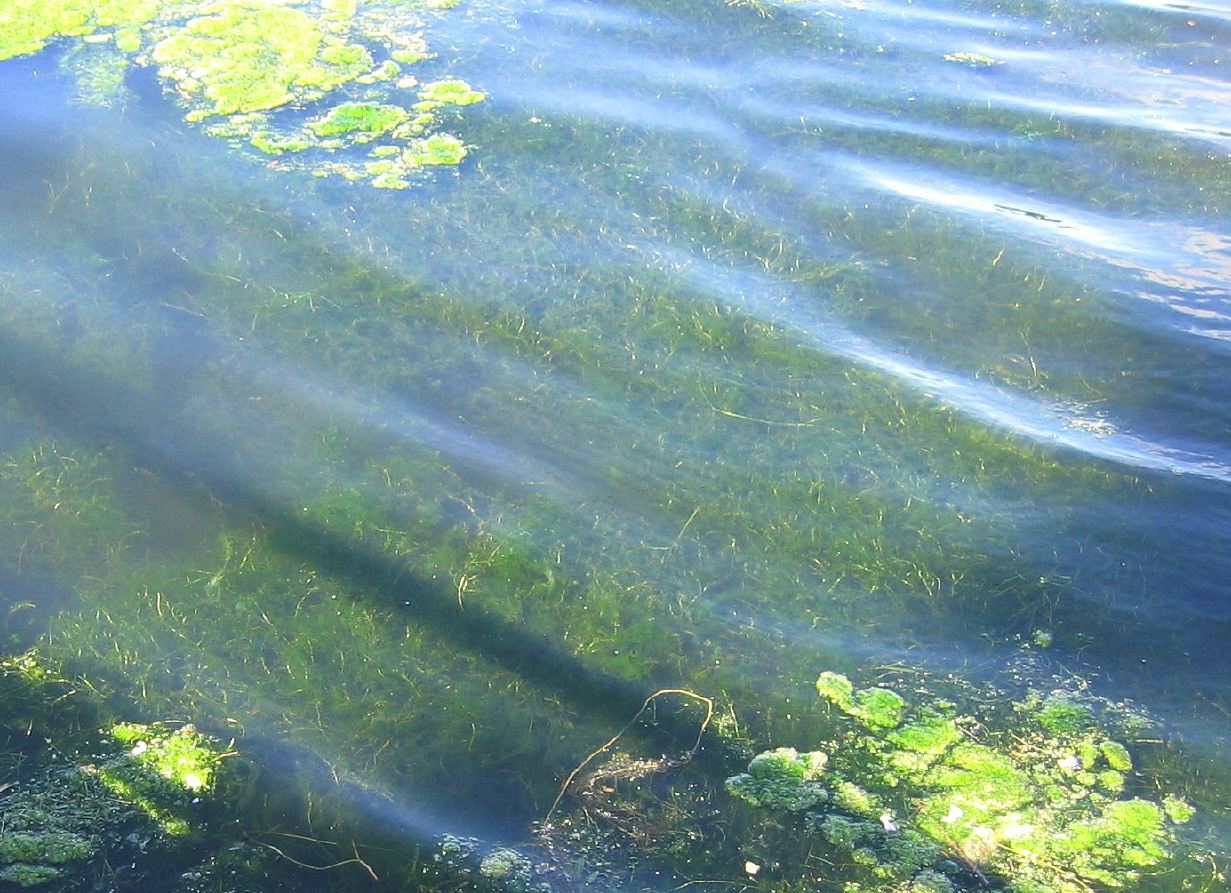
Dichter Elodea-Unterwasserbestand

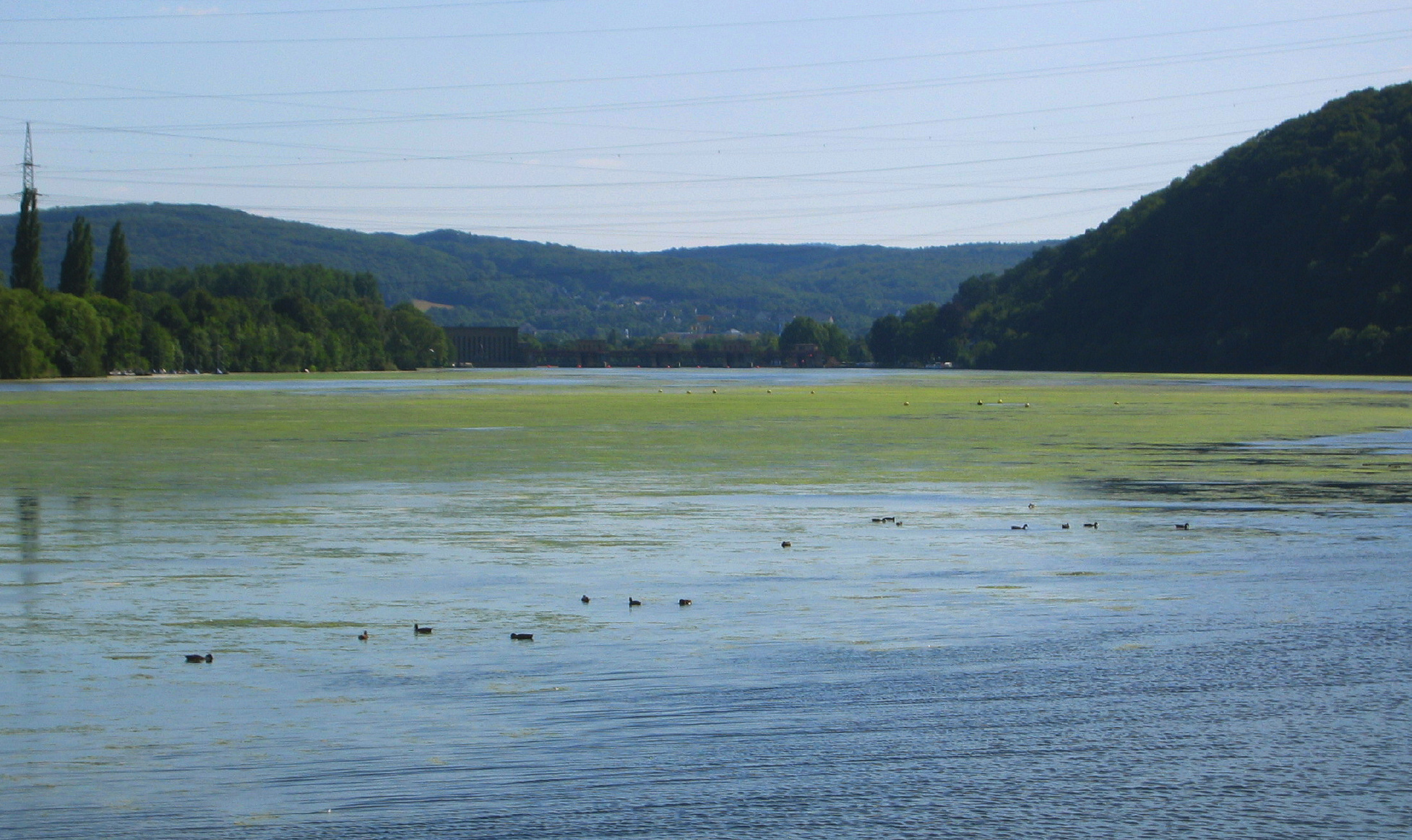
Der Hengsteysee beherbergt große Elodea-Bestände

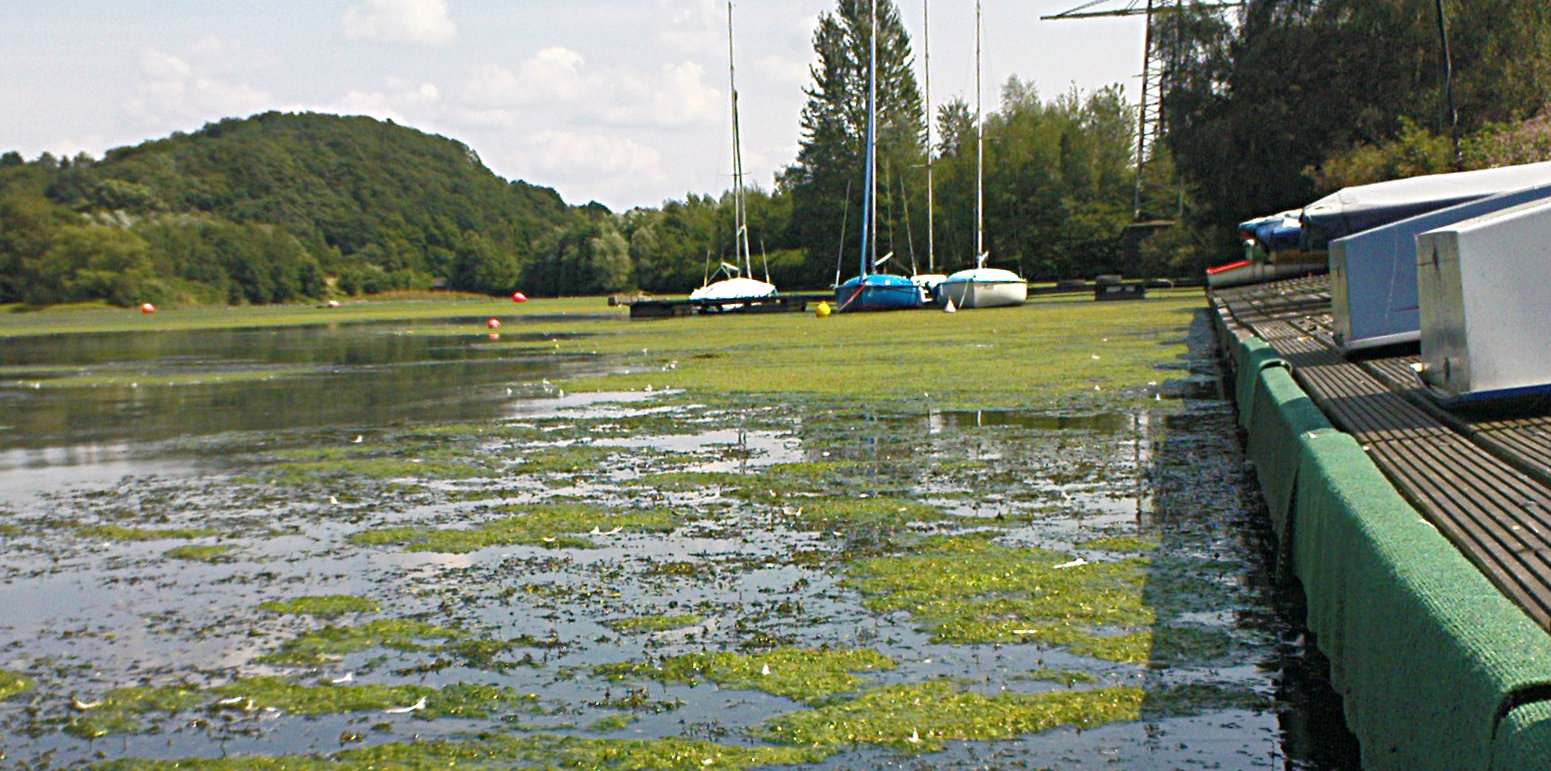
Zugewucherter Bootshafen am Hengsteysee

Der Dichter Hermann Löns schrieb bereits am 9. Oktober 1910 im Hannoverschen Tageblatt über die Kanadische Wasserpest:

„Es erhub sich überall ein schreckliches Heulen und Zähneklappern, denn der Tag schien nicht mehr fern, da alle Binnengewässer Europas bis zum Rande mit dem Kraute gefüllt waren, so dass kein Schiff mehr fahren, kein Mensch mehr baden, keine Ente mehr gründeln und kein Fisch mehr schwimmen konnte (…).“

Die starke und schnelle, fast explosionsartige Wachstums- und Ausbreitungsfähigkeit der Wasserpest ist in Europa also schon lange bekannt. Inzwischen ist Elodea canadensis aber wieder zurückgegangen und bildet kaum noch Massenbestände. Dagegen verursacht Elodea nuttallii seit den 1990er Jahren zunehmend Probleme. Beispielhaft sind die Vorkommen entlang der Ruhr in Nordrhein-Westfalen, vor allem die Stauseen Hengsteysee, Harkortsee, Kemnader See und im Sauerland die Listertalsperre. Dort behindert sie durch ihr Massenvorkommen Wasserwirtschaft (Verstopfen von Laufwasserkraftwerken und Schleusen), Schifffahrt, Wassersport und Fischerei. Der zuständige Ruhrverband reduziert dort die Bestände mittlerweile regelmäßig mit einem eigenen Mähboot.
Als eine ökologische Wechselwirkung ist zu erwähnen, dass die Ausbreitung der Wasserpest zu Lasten anderer, weniger konkurrenzfähiger Unterwasserpflanzen der Laichkraut- und Armleuchteralgen-Gesellschaften geschehen kann. Inzwischen scheinen in Mitteleuropa die Wasserpestarten aber schon untereinander zu konkurrieren, wobei die bereits länger etablierte Elodea canadensis von der „jüngeren“ Elodea nuttallii offenbar teilweise wieder verdrängt wird. Problematisch ist das herbstliche Absterben der Pflanzen, deren Übermenge an Biomasse zum Umkippen von Gewässern führen kann. Mittlerweile haben sich viele Bestände jedoch auf ein moderateres Maß eingependelt, weil unter anderem heimische Fadenwürmer ihre Knospen fressen und sie dadurch im Wachstum begrenzen. Nach dem Volksglauben soll die Pflanze „alle sieben Jahre weiterziehen“.
Als positive Eigenschaft ist die starke photosynthetische Aktivität zu nennen, die bei Sonneneinstrahlung anhand perlschnurartig aufsteigender Luftbläschen gut sichtbar ist. Ihre vergleichsweise hohe Sauerstoff-Produktionsrate kann ein Gewässer deutlich beleben. Auch bieten die dichten Unterwasserwälder Fischen und anderen Wassertieren Unterschlupf und Eiablageplätze. Die Pflanze hat einen hohen Nährwert – die Trockensubstanz enthält 18 % Eiweiß, 42 % Stärke und 2,5 % Fett –, weshalb sie früher sogar als Viehfutter empfohlen wurde. Die Pflanze ist nach neuesten Untersuchungen sogar geeignet, ein Gewässer zu entseuchen, da sie radioaktives Cobalt speichert. Durch eine gezielte Entfernung der Pflanze kann daher der Cobaltgehalt eines Gewässers deutlich reduziert werden.

## Verwendung als Zierpflanze
Elodea canadensis wird (wie die langsamer wachsende Elodea nuttallii) als Teich-Aquarienpflanze verwendet. Sie stellt in der Haltung keine besonderen Ansprüche an das Wasser, braucht aber viel Licht. Sie kann einfach durch Einpflanzen von Stecklingen vermehrt werden.